# 沃姆札省 (俄羅斯帝國)
沃姆札省（俄语：Ломжская губерния）是波蘭會議王國的一個省，位於王國的東北部。面積9,265.9平方俄里，1897年人口579,592人。首府沃姆札。
1867年自普沃茨克省和奧克斯圖省分出。1912年下轄八縣。